# 沈顗
沈顗（しん ぎ、生年不詳 - 505年）は、南朝斉から梁にかけての隠者・文人。字は処黙。本貫は呉興郡武康県。

## 経歴
斉の都官郎の沈坦之（沈演之の兄の沈融之の子）の子として生まれた。幼くして清らかで落ち着いており、行動が立派で、黄叔度（黄憲）や徐孺子（徐稚）の人となりを慕っていた。読書しても古典の章句を引用することはなく、著述してもうわべの華やかさを尊ばなかった。いつも一室に引きこもって、人とめったに会うこともなかった。沈顗の従叔父の沈勃（沈演之の子）は斉において貴顕となり、呉興郡に帰るたびに賓客を集めたが、沈顗はその門を訪ねることもなかった。沈勃が官に就くとき、沈顗は送り迎えして敷居を越えることはなかった。沈勃は「吾はいま貴きを知りて賤しきにしかず」と嘆息した。
まもなく沈顗は南郡王国左常侍として召されたが、就任しなかった。永明3年（485年）、著作郎として召されたが、赴かなかった。建武2年（495年）、太子舎人として召されたが、赴かなかった。永元2年（500年）、通直郎として召されたが、やはり赴かなかった。
沈顗はもともと家の財産に無頓着で、斉末の兵乱を経て、家人とともにその日の食事にも困るようになった。ある人が美食でもてなそうとしたが、沈顗は門を閉ざして受けなかった。木こりや山菜採りを生業として、悠々自適の生活を改めようとしなかった。
天監4年（505年）、大挙して北伐がおこなわれることとなり、民丁が徴発された。武康県令の楽蔵が沈顗を軍役に従わせようとしたので、揚州別駕の陸任が呉興郡太守の柳惲に手紙を出してこのことを責めると、柳惲は恥じ入り、上表して取りやめさせた。この年、沈顗は家で死去した。著作の文章数十篇があった。

## 伝記資料
- 『梁書』巻51 列伝第45
- 『南史』巻36 列伝第26